# Tournée della nazionale inglese di cricket in Sudafrica 1891-92
La Tournée della nazionale inglese di cricket in Sudafrica 1891-92 è una serie di una partita si è disputata in Sudafrica tra il 15 e il 26  marzo 1889, ed ogni partita si è svolta secondo le regole del test cricket. Le partite si sono disputate Città del Capo.
La vittoria è andata alla selezione inglese, che ha vinto per 1-0. La tournée è stata replicata nella stagione 1895-96

## Preparativi
Una squadra di cricket inglese, organizzata e guidata dagli amatori del Surrey Walter Read, intraprese un tour in Sud Africa dal dicembre 1891 al marzo 1892. Vi è incertezza riguardo allo stato del cricket sudafricano alla fine del XIX secolo, e per questo motivo le partite di Read contro le principali squadre provinciali, come Transvaal e Western Province, non sono classificate come di prima classe. L'unica partita di prima classe del tour fu quella disputata a marzo contro una squadra nazionale sudafricana, alla quale fu retrospettivamente assegnato lo stato di Test. L'XI di Read fu quindi designato come rappresentativa dell'Inghilterra per questo incontro, che si concluse con una vittoria per l'Inghilterra con un innings e 189 run di vantaggio. La squadra di Test sudafricana era capitanata da William Henry Milton.
Durante il tour, furono disputate 20 partite. Ad eccezione della partita di Test, tutte le altre si svolsero contro squadre composte da 15, 18 o 22 giocatori. La squadra inglese vinse 13 partite e ne pareggiò 7. Il giocatore più determinante fu Ferris, che riuscì a prendere 235 wicket con una media di 5,46. JT Hearne ne prese 163 con una media di 6,84, mentre Martin ne ottenne 109 con una media di 8,43. Per quanto riguarda i battitori, il migliore fu Chatterton, che realizzò 955 run con una media di 41,52. Il secondo miglior battitore fu Murdoch, con 633 run e una media di 27,52.

## Risultati

### Test 1
| 18-22 marzo Referto |

| Inghilterra     | v | Sudafrica         |
| 97 (58.2 overs) |   | 369 (119.2 overs) |
| 83 (49.3 overs) |   |                   |

- Sudafrica vince il sorteggio e decide di battere